# Xã Scott, Quận Mississippi, Arkansas
Xã Scott (tiếng Anh: Scott Township) là một xã thuộc quận Mississippi, tiểu bang Arkansas, Hoa Kỳ. Năm 2010, dân số của xã này là 555 người.